# カール・テオドール・ソーレンセン

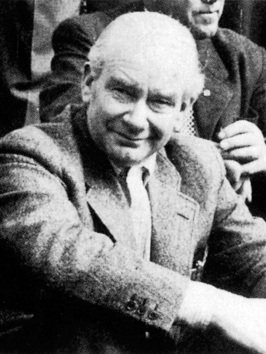
1949

カール・テオドール・マリウス・ソーレンセン（カール・テオドール・M・ソレンセン、C.Th. ソレンセン、Søren Carl Theodor Marius Sørensen,1893年7月24日 - 1979年9月12日）はデンマークの造園家。
1940年から1961年まで、コペンハーゲンの王立芸術アカデミー教授も務める。

## 人物と経歴
家業が庭師で、親の元で修行をし独立する。
1935年、セントベンド教会の周辺に関するRingstedデザインコンペにてスティン・アイラー・ラスムッセンと協働し2等入賞。
1937年から労働者とその家族のためにスウェーデンのストックホルム近くスベンハームリンにSundyberg公園を生み出す。 
1930年代後半、家族むけ児童公園をコペンハーゲンの北にあるコテージパークの提案取り組みでジャンク遊び場の変遷に関し、顕著になっていたが、変革の提案はソーレンセンと教師だったハンス・Dragehjelmとのコラボレーションでとりくまれる。 提案では、多数の自然と触れ合う遊び場の特色、自然遊びのために子供の機会を提供することへのコミットメントを 見ることができる。 提案は子供の楽園と題され、1930年代初頭におけるソレンセンの他の作品にもしばしば反映されている。 
こうしたソレンセンのジャンクな遊び場は結局コペンハーゲンの貧困地域エンドラップで初の冒険遊び場になる。 これは大家族世帯住宅プロジェクトの一環として、1943年8月にオープンし、即時の成功を収める。これが冒険遊び場として、世界に広まる。
ただし本国では広まることはこれ以上なく、地域の子どもたちの遊び場の代わりにテニスクラブが展開され、英国風の庭園が保たれた。
その後もマレーネ・ホークスナーアロットメント・ガーデンなど、都市菜園やこどもたちの遊び場、コテージパークなどに取り組み、50年代のデンマーク・ランドスケープ・アーキテクチュアを支えた。彼のデザイン手法はヴァイキングの城壁に範をとっているといわれ、幾何学的曲線の空間囲い込みを好んで用いていた。
ソーレンセンの作であるNarum（1948年から1952年）は、生垣に囲まれた楕円庭園の調和のとれた配置に基づいて制作され、当初計画から審美的、実用的かつ社会的な面を兼ね備えていく。
ヨーロッパでマーシャル・プランと生産性の向上に支えられていた景気拡大が、第二次世界大戦の余波とオイルショックとで緊急の復興に対応する必要があるほど荒廃していた70年代、車に与えられた優先順位がすぐにアテネ憲章（1933年）に謳われた原則、ゾーニングの機能主義の論理によって支配都市開発のパターンを決定していた スペインもイタリアもフランスのように庭そのものは、特に緑地の面で考えうる公共受注の観点から、しばしば単なる残留ボイドとして考慮していた。
スカンジナビアではしかし、ソーレンセンらは環境に配慮した先導的な役割として都市菜園を提供し、その経験は、革新的な創造につながる。
作品で遊び場や菜園のほかには、クローケーガーデンの公営集合住宅（1938年～1939年）、
ヘアニン美術館と展示庭園（1965年から）、
オーフス大学キャンパス・円形劇場（1933年から1947年、コンペ1等案）、
スウェーデン銀行ストックホルム食堂庭園と温室（1973年から1976年） など多数。
作風は、場所の使われ方という、モダニズムが見落としていた事柄を重視している。